# Informationscentrum för ovanliga diagnoser
Informationscentrum för sällsynta hälsotillstånd vid Ågrenska arbetar på uppdrag av Socialstyrelsen med att ta fram och sprida information om sällsynta hälsotillstånd. Tidigare hade Informationscentrum för ovanliga diagnoser vid Göteborgs universitet motsvarande uppdrag.
Informationscentrum för sällsynta hälsotillstånd ansvarar bland annat för arbetet med Socialstyrelsens kunskapsdatabas om sällsynta hälsotillstånd. Kunskapsdatabasen innehåller utförlig, kvalitetssäkrad information om fler än 300 sällsynta hälsotillstånd. Informationen produceras i samarbete med ledande medicinska specialister och i samverkan med intresseorganisationerna inom området. Texterna uppdaterades regelbundet och ytterligare diagnoser tillkommer kontinuerligt. Varje diagnostext innefattar information om bland annat förekomst, symtom, diagnostik, behandling, resurser, intresseorganisationer, forskning och referenslitteratur. 
Informationen i databasen riktar sig till personer som arbetar inom vård, omsorg, skola, socialtjänst och myndighet. Den vänder sig också till den som själv har ett sällsynt hälsotillstånd och dennes närstående. Informationen är inte avsedd att ersätta professionell vård och är inte heller avsedd att användas som underlag för diagnos eller behandling.
Utöver arbetet med texterna i Socialstyrelsens kunskapsdatabas om sällsynta hälsotillstånd arbetar Informationscentrum även med att svara på frågor om sällsynta hälsotillstånd, förmedla kontakter och sprida information om sällsynta hälsotillstånd.

## Sällsynta hälsotillstånd
Sällsynta hälsotillstånd definieras i Socialstyrelsens termbank.